# Неокаллитропсис
Неокаллитро́псис Панше́ (лат. Neocallitropsis pancheri) — хвойное дерево, единственный вид рода Неокаллитропсис семейства Кипарисовые, эндемик Новой Каледонии.
Видовое название дано в честь французского ботаника Жана Армана Изидора Панше (1814—1877), исследователя флоры Новой Каледонии и Французской Полинезии.
Синонимы научного названия:
- Eutacta pancheri Carrière, 1876 basionym
- Callitropsis araucarioides Compton
- Neocallitropsis araucarioides (Compton) Florin, 1944

## Биологическое описание
Вечнозелёное хвойное дерево 2—10 м в высоту с восходящими ветвями.
Кора более или менее гладкая с длинными бороздами, разделяющаяся на тонкие волокнистые полосы, коричневая, с возрастом сереющая.
Листья на взрослых растениях ланцетные, заострённые, с выраженным килем на дорсальной стороне и вогнутые сверху, 4,5×2 мм, расположены в восемь рядов чередующимися мутовками по четыре. Внешний вид растений напоминает некоторые виды араукарии, несмотря на то, что эти растения весьма отдалённо родственны друг другу.
Неокаллитропсис — двудомное растение (женские и мужские шишки находятся на женских и мужских растениях соответственно). Мужские шишки расположены на концах побегов, слегка удлинённые, 8—10 × 6 мм. Их чешуи заострённые, колючие, достигают размера 3 × 3 мм в основании, кверху заметно мельче.
Женские шишки также конечные, часто расположены на очень коротких побегах, размером 10×8 мм, каждая состоит из 8 чешуек, расположенных в двух мутовках по четыре чешуйки каждая. Чешуи линейные, 6—7 мм в длину и 2 мм в ширину, в поперечном сечении прямоугольные. В шишке вызревает от 1 до 4 семян размером 6×2 мм, несущих небольшое крылышко 0,6 мм длиной. Древесина имеет сильный запах камфоры.

## Распространение и экология
Является эндемиком Новой Каледонии. Произрастает в небольших разрозненных популяциях вдоль рек в южной части главного остова и вдоль склонов Pic Buse на южных отрогах Mt. des Sources на высотах до 950 м н.у.м.
Вид приурочен к кустарниковым сообществам маквис на серпентиновых почвах.

## Охранный статус
Ранее использовали древесину неокаллитропсиса, которая ценилась за приятный запах и долговечность. Сейчас вид находится в угрожаемом состоянии и охраняется. В настоящее время вид встречается на площади всего 32 квадратных километра, в трёх местах (Paéoua, Montagne des Sources, Plaine des Lacs/Chute de Madelaine). Субпопуляции сильно фрагментированы и насчитывают от 2,5 до 10 тысяч особей. Наблюдается сокращение численности из-за участившихся пожаров. Одна из популяций (на горе Paéoua) может исчезнуть из-за развития горнорудных работ. В 1960 годах ареал сократился в связи со строительством плотины в Яте.